# Championnat de Mayotte de football 2019
Navigation
R1 2018 R1 2020
Le championnat de Mayotte de football 2019 ou championnat de Division 1 Régionale est la 29e édition de la compétition. La saison débute le 23 février 2019 et se termine le 26 octobre 2019.
Les équipes promues de deuxième division sont l’Olympique de Miréréni, l'USCP Anteou et l'USCJ Koungou.

## Participants

### Format de la compétition
| \| FC Mtsapéré Tchanga SC Foudre 2000 Abeilles M'tsamboro AS Rosador ASC Kawéni Olympique de Miréréni AS Jumeaux USCP Anteou Diables noirs USCJ Koungou UCS Sada \| Localisation des clubs engagés dans le championnat. |
| FC Mtsapéré Tchanga SC Foudre 2000 Abeilles M'tsamboro AS Rosador ASC Kawéni Olympique de Miréréni AS Jumeaux USCP Anteou Diables noirs USCJ Koungou UCS Sada                                                           |

Le championnat oppose douze clubs en une série de vingt-quatre rencontres jouées durant la saison de football.
À la fin de la saison, l'équipe terminant en tête du classement est sacrée championne de Mayotte, alors que les trois dernières sont reléguées en deuxième division.
Les dix premiers du championnat de Mayotte 2018 et les deux premiers du Championnat de Mayotte de football 2018 (appelés les promus) participent à la saison 2019.
| Club                  | Dernière montée | Entraîneur            | Stade                      | Capacité théorique |
| --------------------- | --------------- | --------------------- | -------------------------- | ------------------ |
| ASC Abeilles          | 2010            | Sherrif Pereira       | Stade de N’guizi ya Gnochi | 2 460              |
| ASC Kawéni            | 2017            |                       | Stade de Kawéni            | 1 200              |
| AS Jumeaux            | 2014            |                       | Stade de Mzouazia          | 1 950              |
| AS Rosador            | 2016            | Ramia Mansour         | Stade de Passamaïnty       | 3 641              |
| Olympique de Miréréni | 2019            |                       | Stade de Miréréni          | 2 470              |
| Diables Noirs         | 2014            |                       | Stade de Combani           | 2 190              |
| USCP Anteou           | 2019            |                       | Stade de Chirongui         | 1 108              |
| FC Mtsapéré           | 2005            | Abibi Massoundi       | Stade du Baobab            | 2 549              |
| USCJ Koungou          | 2019            |                       | Stade de Koungou           | 4 870              |
| Foudre 2000           | 2010            |                       | Stade de Dzoumogné         | 2 436              |
| Tchanga SC            | 2018            |                       | Stade de M’tsangamouji     | 3 429              |
| UCS Sada              | 2018            | Mattoir Naouirouddine | Stade de Bandrani à Sada   | 1 300              |

## Compétition

### Classement
Source : Classement officiel sur le site de la FFF.
| Rang | Équipe               | Pts  | J  | G  | N  | P  | Bp | Bc | Diff |
| ---- | -------------------- | ---- | -- | -- | -- | -- | -- | -- | ---- |
| 1    | FC Mtsapéré T C      | 40   | 22 | 11 | 7  | 4  | 34 | 17 | +17  |
| 2    | AS Jumeaux S         | 39   | 22 | 10 | 10 | 2  | 47 | 15 | +32  |
| 3    | AS Rosador           | 36   | 22 | 9  | 9  | 4  | 23 | 20 | +3   |
| 4    | ASC Kawéni           | 35   | 22 | 11 | 4  | 7  | 35 | 25 | +10  |
| 5    | Diables noirs        | 30   | 22 | 6  | 12 | 4  | 24 | 19 | +5   |
| 6    | UCS Sada             | 29   | 22 | 7  | 8  | 7  | 24 | 21 | +3   |
| 7    | Tchanga SC           | 29   | 22 | 8  | 5  | 9  | 30 | 33 | -3   |
| 8    | USCP Anteou P        | 27   | 22 | 6  | 9  | 7  | 24 | 24 | 0    |
| 9    | USCJ Koungou P       | 26   | 22 | 7  | 5  | 10 | 27 | 37 | -10  |
| 10   | Foudre 2000          | 24   | 22 | 7  | 6  | 9  | 23 | 35 | -12  |
| 11   | Olympique Miréréni P | 21   | 22 | 6  | 3  | 13 | 27 | 41 | -14  |
| 12   | ASC Abeilles         | 13-1 | 22 | 4  | 2  | 16 | 20 | 51 | -31  |

## Statistiques

### Domicile et extérieur
| Rang | Équipe                | Pts | J | G | N | P | Bp | Bc | Diff |
| ---- | --------------------- | --- | - | - | - | - | -- | -- | ---- |
| 1    | FC Mtsapéré           | 9   | 3 | 3 | 0 | 0 | 7  | 2  | +5   |
| 2    | AS Rosador            | 5   | 3 | 1 | 2 | 0 | 4  | 3  | +1   |
| 3    | Diables Noirs         | 4   | 2 | 1 | 1 | 0 | 4  | 3  | +1   |
| 4    | USCP Anteou           | 4   | 2 | 1 | 1 | 0 | 2  | 1  | +1   |
| 5    | Olympique de Miréréni | 3   | 2 | 1 | 0 | 1 | 4  | 5  | -1   |
| 6    | Tchanga SC            | 3   | 2 | 1 | 0 | 1 | 2  | 1  | +1   |
| 7    | ASC Abeilles          | 3   | 1 | 0 | 0 | 0 | 2  | 1  | +1   |
| 8    | USCJ Koungou          | 3   | 2 | 0 | 1 | 0 | 3  | 3  | 0    |
| 9    | UCS Sada              | 0   | 1 | 0 | 0 | 1 | 0  | 1  | -1   |
| 10   | AS Jumeaux            | 0   | 1 | 0 | 0 | 1 | 2  | 3  | -1   |
| 11   | ASC Kawéni            | 0   | 0 | 0 | 0 | 0 | 0  | 0  | 0    |
| 12   | Foudre 2000           | 0   | 2 | 0 | 2 | 0 | 2  | 6  | -4   |

| Rang | Équipe                | Pts | J | G | N | P | Bp | Bc | Diff |
| ---- | --------------------- | --- | - | - | - | - | -- | -- | ---- |
| 1    | FC Mtsapéré           | 3   | 1 | 1 | 0 | 0 | 1  | 0  | +1   |
| 2    | Diables Noirs         | 0   | 1 | 0 | 0 | 1 | 1  | 2  | -1   |
| 3    | AS Rosador            | 0   | 0 | 0 | 0 | 0 | 0  | 0  | 0    |
| 4    | Olympique de Miréréni | 0   | 0 | 0 | 0 | 0 | 0  | 0  | 0    |
| 5    | UCS Sada              | 0   | 0 | 0 | 0 | 0 | 0  | 0  | 0    |
| 6    | Tchanga SC            | 0   | 0 | 0 | 0 | 0 | 0  | 0  | 0    |
| 7    | USCP Anteou           | 0   | 0 | 0 | 0 | 0 | 0  | 0  | 0    |
| 8    | AS Jumeaux            | 0   | 0 | 0 | 0 | 0 | 0  | 0  | 0    |
| 9    | USCJ Koungou          | 0   | 0 | 0 | 0 | 0 | 0  | 0  | 0    |
| 10   | ASC Abeilles          | 0   | 0 | 0 | 0 | 0 | 0  | 0  | 0    |
| 11   | ASC Kawéni            | 0   | 0 | 0 | 0 | 0 | 0  | 0  | 0    |
| 12   | Foudre 2000           | 0   | 0 | 0 | 0 | 0 | 0  | 0  | 0    |

### Évolution du classement
Leader du championnat
Évolution du classement
- Champion de Mayotte.
- Relégué en Division 2.

| Club               | 1 | 2 | 3 | 4 | 5 | 6 | 7  | 8 | 9 | 10 | 11 | 12 | 13 | 14 | 15 | 16 | 17 | 18 | 19 | 20 | 21 | 22 |
| ------------------ | - | - | - | - | - | - | -- | - | - | -- | -- | -- | -- | -- | -- | -- | -- | -- | -- | -- | -- | -- |
| FC Mtsapéré        | 1 | 1 | 1 | 1 | 1 | 1 | 1  | 1 | 1 | 1  | 1  | 1  | 1  |    |    |    |    |    |    |    |    |    |
| Diables Noirs      |   |   |   |   |   |   |    |   |   | 2  |    |    |    |    |    |    |    |    |    |    |    |    |
| AS Rosador         |   |   |   |   |   |   |    |   |   | 5  |    |    |    |    |    |    |    |    |    |    |    |    |
| AS Jumeaux         |   |   |   |   |   |   |    |   |   | 3  |    |    |    |    |    |    |    |    |    |    |    |    |
| Foudre 2000        |   |   |   |   |   |   |    |   |   | 4  |    |    |    |    |    |    |    |    |    |    |    |    |
| Koungou USCJ       |   |   |   |   |   |   |    |   |   | 6  |    |    |    |    |    |    |    |    |    |    |    |    |
| Tchanga SC         |   |   |   |   |   |   |    |   | 7 | 7  |    |    |    |    |    |    |    |    |    |    |    |    |
| ASC Kawéni         |   |   |   |   |   |   |    |   | 8 | 8  |    |    |    |    |    |    |    |    |    |    |    |    |
| USCP Anteou        |   |   |   |   |   |   |    |   |   | 9  |    |    |    |    |    |    |    |    |    |    |    |    |
| Abeilles ASC       |   |   |   |   |   |   |    |   |   | 10 |    |    |    |    |    |    |    |    |    |    |    |    |
| USC Sada           |   |   |   |   |   |   | 11 | 9 |   | 11 |    |    |    |    |    |    |    |    |    |    |    |    |
| Olympique Miréréni |   |   |   |   |   |   |    |   |   | 12 |    |    |    |    |    |    |    |    |    |    |    |    |

## Bilan de la saison
- Meilleure attaque[5] : FC Mtsapéré (18 buts inscrits)
- Meilleure défense : FC Mtsapéré (6 buts encaissés)

### Parcours clubs en Coupe de France
| Club        | Compétition     | Résultat | Ultime(s) adversaire(s) | Ultime(s) adversaire(s) | Ultime(s) adversaire(s) |
| ----------- | --------------- | -------- | ----------------------- | ----------------------- | ----------------------- |
| FC Mtsapéré | Coupe de France | 7e tour  | Entente Sannois SG      | Entente Sannois SG      | Entente Sannois SG      |